# Eurydactylodes
Genre
Eurydactylodes est un genre de geckos de la famille des Diplodactylidae.

## Répartition
Les espèces de ce genre sont endémiques de Nouvelle-Calédonie.

## Description
Les espèces de ce genre sont nocturnes et arboricoles, et certains possèdent une queue préhensile ainsi que des glandes générant un mucus malodorant servant à repousser d'éventuels agresseurs.

## Liste des espèces
Selon The Reptile Database (4 septembre 2012) :
- Eurydactylodes agricolae Henkel & Böhme, 2001
- Eurydactylodes occidentalis Bauer, Jackman, Sadlier & Whitaker, 2009
- Eurydactylodes symmetricus (Andersson, 1908)
- Eurydactylodes vieillardi (Bavay, 1869)

## Publication originale
- Wermuth, 1965 : Liste der rezenten Amphibien und Reptilien, Gekkonidae, Pygopodidae, Xantusidae. Das Tierreich, vol. 80, p. 1-246.